# Sicyopus axilimentus
Sicyopus axilimentus é uma espécie de peixe da família Gobiidae.
É endémica das Filipinas.